# Гольдкнопф, Ицхак
Ицхак Гольдкнопф (ивр. יצחק יששכר גולדקנופף‎, род. 30 октября 1950) — депутат кнессета 25-го созыва в рамках парламентской фракции «Яхадут ха-Тора».
Голдкнопф — бизнесмен из общины Гурских Хасидов, секретарь раввинского комитета по святости Шаббата, генеральный директор сети детских садов Бейт-Яаков и Бейт-Петахия, а также бывший член муниципального совета Иерусалима.
В качестве секретаря раввинского комитета по святости субботы он вел активную борьбу против компании Эль Аль (2006 г.), компании «Шефа Шук», сети Биг (2015 г.) и заводов Финиция (2019).
Известен провокативными высказываниями против обязательного обучения харедим основным дисциплинам и английскому языку («я не видел, чтобы математика продвигала экономику страны»), и о службе в армии («Тот, кто изучает Тору, ему труднее, чем тому, кто идет на фронт»).

## Биография
Родился в Иерусалиме в семье Малки и Йехуды Арье (Лейбла), композитора и дирижёра, отца десяти детей, генерального директора сети детских садов «Бейт Яаков» и секретаря раввинского комитета по делам Шаббата.
Учился в гурских хасидских институтах (Эц-Хаим и иешива Сфат-Эмет), после свадьбы (1972) учился два года в колеле (Коллель Гур и Дегель Йерушалаим) и был рукоположён в раввины раввином Ицхаком Флаксером с согласия раввина Пинхаса Менахема Альтера.